# 昌硕街道
昌硕街道是中华人民共和国浙江省湖州市安吉县下辖的一个街道办事处，是安吉县政府所在地，也是安吉县的主城区。
2014年1月13日，浙江省人民政府批复同意撤销递铺镇建制，其行政区域改由安吉县政府直辖。
2014年2月17日，湖州市人民政府通知在此区域内设立昌硕街道，辖天目、玉磬、凤凰、云鸿、灵峰、广场、昌硕、桃园、新街桥、灵芝、铜山桥、上郎、递二、余墩、穆王城、递铺、山头、范潭、芝里、三友、朗里21个社区，双一、双溪口、高坞岭、石鹰4个行政村。

## 行政区划
昌硕街道下辖以下村级行政区划单位：
凤凰社区、天目社区、桃园社区、铜山桥社区、云鸿社区、昌硕社区、新街桥社区、玉磐社区、广场社区、灵芝社区、灵峰社区、上郎社区、递二社区、余墩社区、芝里社区、郎里社区、递铺社区、山头社区、范潭社区、穆皇城社区、三友社区、双一村、双溪口村、高坞岭村和石鹰村。